# Ferdinand zu Ysenburg-Philippseich
Heinrich Ferdinand Graf zu Isenburg-Büdingen-Philippseich (* 14. Januar 1832 in Wertheim; † 14. November 1893 in Wächtersbach) war ein preußischer Generalmajor.

## Leben

### Herkunft
Ferdinand war Angehöriger der Linie Isenburg-Philippseich der Grafen von Isenburg. Seine Eltern waren der Standesherr Friedrich Graf zu Ysenburg und Büdingen in Philippseich (1800–1864) und Malwina, geborene Prinzessin zu Löwenstein-Wertheim-Freudenberg (1808–1879).

### Werdegang
Ysenburg absolvierte seine Schulbildung auf dem Lyzeum in Mannheim und dem Gymnasium in Worms.
Seine Offizierslaufbahn begann er als Regimentskadett im österreichischen Infanterieregiment „Palombini“ Nr. 36 in Frankfurt am Main. 1850 war er Unterleutnant im 13. Linien-Infanterieregiment und avancierte 1854 zum Oberleutnant im 45. Linien-Infanterieregiment. Er erhielt 1859 seine Beförderung zum Hauptmann und wurde gleichzeitig Kompaniechef im 41. Linien-Infanterieregiment. Im Sardinischen Krieg wurde ihm die Leitung der Transport mit der Veronaer Eisenbahn auf dem Kriegsschauplatz und die Verwaltung des Dienstbetriebes in Verona übertragen. Er erhielt den Auftrag zur Zerstörung der Schiffsbrücke über den Ticino bei Sesto Calende, nahm an Streifzügen gegen Mailand und der Schlacht von Solferino, wo er verwundet wurde, sowie an Gefechten bei Varese und Corno teil. Im selben Jahr erhielt er das Militärverdienstkreuz. 1860 wechselte er zum 31. Feldjägerbataillon und wurde zur Errichtung einer Kompanie für das 32. Feldjägerbataillon in Görz kommandiert. Er wechselte 1861 noch in das 10. Feldjägerbataillon, ist aber 1863 aus österreichischen Diensten ausgeschieden und wurde als Major Adjutant des Großherzogs von Sachsen-Weimar.
Ysenburg wurde 1867 als Hauptmann, mit Patent aus dem Jahr 1861, in den Verband der Preußischen Armee übernommen, dem Garde-Grenadier-Regiment Nr. 4 aggregiert und mit der Führung einer Kompanie beauftragt. 1868 wurde er dem Regiment als Kompaniechef einrangiert. Er wechselte 1869 zum Garde-Grenadier-Regiment Nr. 1 und wurde gleichzeitig Adjutant der 1. Garde-Infanteriedivision. Im selben Jahr erfolgte sein erneuter Aufstieg zum Major. im Deutsch-Französischen Krieg nahm er an den Schlachten bei Gravelotte, Beaumont und Sedan, sowie der Belagerung von Paris teil. 1871 erhielt er das Eiserne Kreuz II. und I. Klasse, wurde von seiner Adjutantenstelle entbunden, erst zur Führung des I., dann des II. Bataillons kommandiert. Im 2. Kriegsjahr wurde er Kommandeur des Füsilier-Bataillons im Garde-Grenadier-Regiment Nr. 1. Er stieg 1874 zum Oberstleutnant auf und wurde 1875 dem Regiment aggregiert. Ebenfalls 1875 wurde er à la suite dem Regiment gestellt und Kommandant von Swinemünde. Den Charakter zum Oberst hat Ysenburg 1877 erhalten. Im selben Jahr folgte das Patent zum Dienstgrad und die Versetzung als Kommandant nach Kolberg. 1880 wurde er noch Kommandant von Metz und erhielt 1883 den Charakter als Generalmajor. Ysenburg wurde unter Verleihung des Kronen-Orden II. Klasse mit Pension zur Disposition gestellt.

### Familie
Durch seine nicht standesgemäße Heirat 1868 mit der aus Weimar stammenden Melanie Horrocks (1845–1928), Tochter des aus Großbritannien eingewanderten John Horrocks (1816–1881), der 1888 vom Großherzog von Hessen der Titel „Gräfin von Büdingen“ verliehen wurde, begründete er die Linie der „Grafen von Büdingen“. Aus der Ehe sind fünf Kinder hervorgegangen.